# Amantes de Módena
Los amantes de Módena son los esqueletos de dos individuos que vivieron en la Antigüedad tardía enterrados al mismo tiempo en la misma tumba con las manos entrelazadas. Los restos fueron encontrados en Módena en 2009. La noticia del descubrimiento dio la vuelta al mundo y los dos esqueletos fueron inmediatamente bautizados como "amantes de Módena".

## Historia
El descubrimiento tuvo lugar en 2009 durante las excavaciones arqueológicas realizadas por la Superintendencia de Arqueología, Bellas Artes y Paisaje de la ciudad metropolitana de Bolonia y de las provincias de Módena, Reggio Emilia y Ferrara, para la construcción de un edificio, entre Viale Ciro Menotti y vía Bellini. La tumba era parte de un cementerio datado entre los siglos IV-VI d. C., situado fuera de los muros orientales de la ciudad romana de Mutina, de los que se han investigado 17 tumbas colocadas en dos filas. En un lugar destacado estuvieron los entierros de seis hombres que murieron a causa de las heridas infligidas por armas blancas.
Todas las tumbas contenían un solo esqueleto a excepción de una tumba, la de los llamados amantes de Módena, y otra que contenía los restos de un adulto y un niño, enterrados en diferentes momentos. Aún no es posible definir el origen de esta comunidad enterrada en las afueras de la ciudad. El ritual funerario, basado en la elección de alinear los entierros en filas paralelas, las deposiciones de los cuerpos con la cabeza orientada hacia el oeste, y quizás también la tipología de los objetos encontrados, podría referirse a poblaciones de origen germánico, cuya presencia en el territorio se fue intensificado en los últimos siglos del Imperio romano.

## La tumba
Los dos cuerpos fueron enterrados juntos y al mismo tiempo en un sencillo pozo de tierra, sin accesorios, a excepción de un anillo de bronce en el dedo del cuerpo derecho y un pequeño anillo de hierro recuperado de la tibia izquierda perteneciente a los zapatos o la túnica. El cuerpo izquierdo se colocó primero en la tumba, acostado de espaldas con el brazo izquierdo estirado a lo largo del costado; a su lado estaba el otro fallecido con el brazo derecho superpuesto. Las manos se colocaron intencionalmente palma con palma, con los dedos entrelazados. Los análisis antropológicos revelan que la muerte ocurrió en la edad adulta, alrededor de los 30 años. A pesar de la mala conservación de los huesos y la consecuente imposibilidad de una determinada atribución en cuanto al sexo, en el momento del descubrimiento se hablaba de un hombre y una mujer enterrados juntos, en el acto de mostrar simbólicamente su amor eterno. Posteriormente, los análisis genéticos también fallaron, dejando así sin resolver la identidad genética de los "Amantes".
Gracias a una técnica revolucionaria desarrollada por algunos científicos ingleses, investigadores de las universidades de Bolonia y Módena y Reggio Emilia en 2019 pudieron determinar que los esqueletos pertenecen a dos individuos masculinos; se basa en el estudio en espectrometría de masas de las proteínas contenidas en el esmalte dental, a partir de las cuales es posible rastrear el sexo de un individuo, incluso en condiciones en las que tanto el esqueleto como el ADN están mal conservados. Los investigadores sugieren que la pareja podría tratarse de una pareja de hombres homosexuales, de un par de parientes como hermanos o primos, o una pareja de soldados muertos en batalla.

## La exhibición

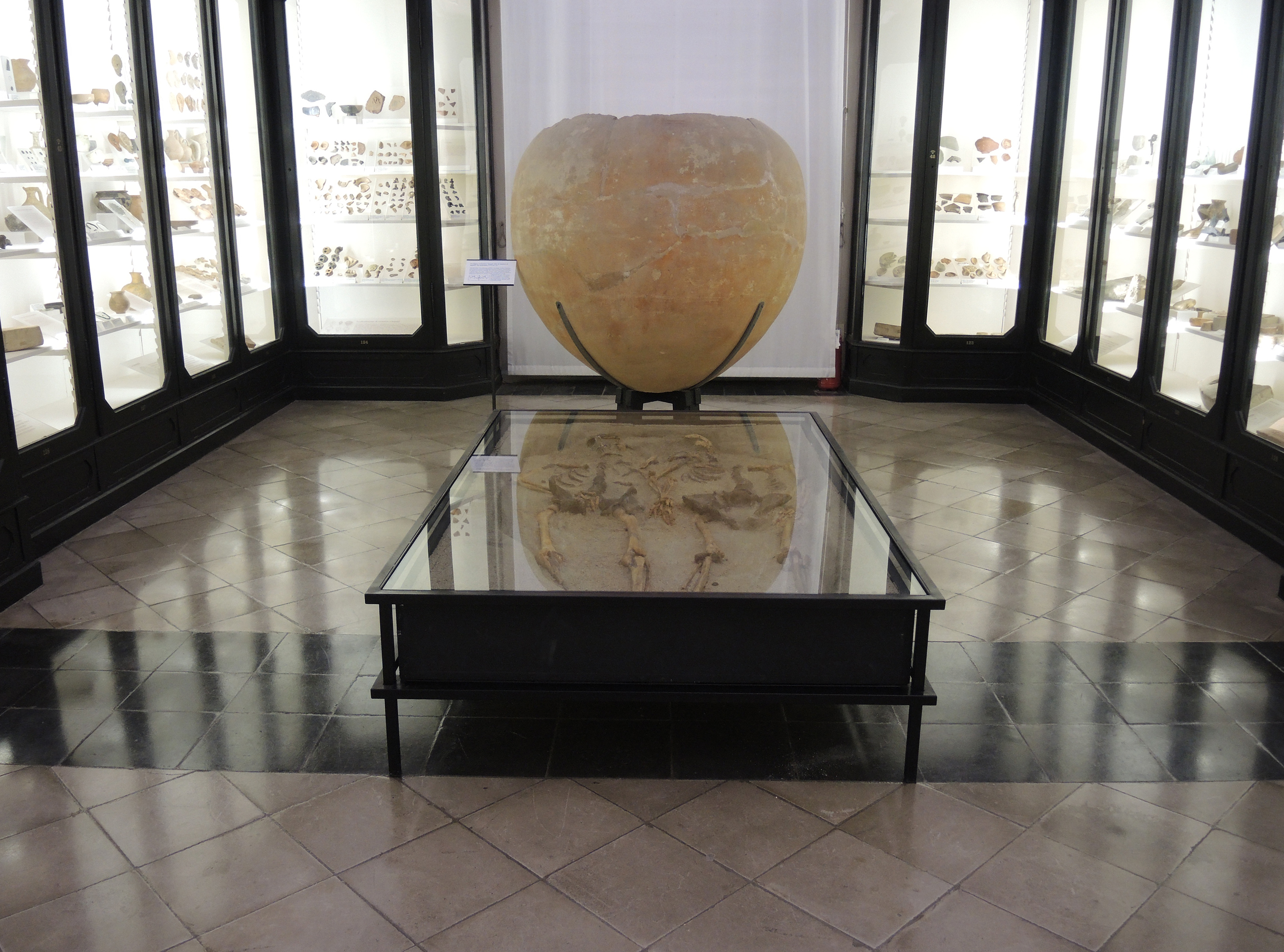
Exposición de los "Amantes" en el Museo Cívico de Módena

La importancia del descubrimiento llevó al Museo Cívico de Módena a iniciar un proyecto para la restauración y mejora del entierro. En 2013 en el Laboratorio de Antropología y ADN Antiguo Departamento de Patrimonio Cultural de la Universidad de Bolonia se llevó a cabo la recomposición de los fragmentos óseos y la integración de las partes faltantes y el entierro se exhibió por primera vez al público con motivo de la edición del Festival Amor a la Filosofía. Desde 2014, la tumba se puede visitar en el Museo Cívico de Módena.